# ابریشم‌آویزسانان
ابریشم‌آویزسانان (نام علمی: Garryales) نام یک راسته از فرمانرو گیاه است.